# П-1 «Правда»
| П-1 «Правда»                                                                  | П-1 «Правда» | П-1 «Правда» |
| ----------------------------------------------------------------------------- | --- | --- |
|                                                                               | | |
|                                                                               | | |
| Схема підводного човна типу «Правда»                                          | | |
| Верф                                                                          | ССЗ № 189, Ленінград | ССЗ № 189, Ленінград |
| Під прапором                                                                  | Військово-морський флот СРСР | Військово-морський флот СРСР |
| Порт приписки                                                                 | Оранієнбаум | Оранієнбаум |
| Закладений                                                                    | 21 травня 1931 року | 21 травня 1931 року |
| Спуск на воду                                                                 | 30 січня 1934 року | 30 січня 1934 року |
| Введений до складу флоту                                                      | 9 червня 1936 року | 9 червня 1936 року |
| Виведений зі складу флоту                                                     | 6 жовтня 1941 року | 6 жовтня 1941 року |
| Загибель                                                                      | У ніч на 11 вересня 1941 року ймовірно загинув унаслідок підриву на міні за 6 миль на південь від плавучого маяка Калбодагрунд                       | У ніч на 11 вересня 1941 року ймовірно загинув унаслідок підриву на міні за 6 миль на південь від плавучого маяка Калбодагрунд                       |
| Сучасний статус                                                               | братська могила | братська могила |
| Бойовий досвід                                                                | Друга світова війна Кампанія на Балтійському морі | Друга світова війна Кампанія на Балтійському морі |
| Проєкт                                                                        | | |
| Тип ПЧ                                                                        | ескадрений дизель-електричний торпедний підводний човен                                                                                              | ескадрений дизель-електричний торпедний підводний човен                                                                                              |
| Розробник проєкту                                                             | ОКТБ-2 | ОКТБ-2 |
| Основні характеристики                                                        | | |
| Швидкість (надводна)                                                          | 20,2 вузлів (37,4 км/год) | 20,2 вузлів (37,4 км/год) |
| Швидкість (підводна)                                                          | 8,3 вузли (15,3 км/год) | 8,3 вузли (15,3 км/год) |
| Робоча глибина занурення                                                      | 50 м | 50 м |
| Гранична глибина занурення                                                    | 70 м | 70 м |
| Дальність плавання                                                            | 5 535 миль (10 250 км) на швидкості 10,9 вузлів у надводному положенні 105 миль (194 км) на швидкості 2,5 вузли (4,63 км/год) у підводному положенні | 5 535 миль (10 250 км) на швидкості 10,9 вузлів у надводному положенні 105 миль (194 км) на швидкості 2,5 вузли (4,63 км/год) у підводному положенні |
| Екіпаж                                                                        | 55 офіцерів та матросів | 55 офіцерів та матросів |
| Розміри                                                                       | | |
| Довжина найбільша (по КВЛ)                                                    | 90 м | 90 м |
| Ширина корпусу найб.                                                          | 8 м | 8 м |
| Середня осадка (по КВЛ)                                                       | 2,83 м | 2,83 м |
| Водотоннажність надводна                                                      | 931 тонна | 931 тонна |
| Силова установка                                                              | | |
| Дизель-електрична: 2 × дизельних двигуни M10V49/48 2 × електродвигуни ПП84/95 | | |
| Гвинти                                                                        | 2 | 2 |
| Потужність                                                                    | 2 × 2700 к.с. (дизелі) 2 × 550 к.с. (електродвигун)и                                                                                                 | 2 × 2700 к.с. (дизелі) 2 × 550 к.с. (електродвигун)и                                                                                                 |
| Озброєння                                                                     | | |
| Артилерія                                                                     | 2 × 100-мм гармати Б-24-ПЛ | 2 × 100-мм гармати Б-24-ПЛ |
| Торпедно- мінне озброєння                                                     | 6 × 533-мм торпедних апаратів 10 торпед | 6 × 533-мм торпедних апаратів 10 торпед |
| ППО                                                                           | 1 × 45-мм напівавтоматична універсальна гармати 21-К                                                                                                 | 1 × 45-мм напівавтоматична універсальна гармати 21-К                                                                                                 |

П-1 «Правда» — радянський ескадрений дизель-електричний підводний човен типу «Правда», що входив до складу Військово-морського флоту СРСР за часів Другої світової війни. Закладений 21 травня 1931 року на Балтійському суднобудівному і механічному заводі у Ленінграді під будівельним номером 218. 30 січня 1934 року спущений на воду. 9 червня 1936 року корабель уведений до строю, а 23 липня 1936 року включений до складу Балтійського флоту ВМФ СРСР.

## Історія служби
Відразу після введення до строю підводний човен «Правда» через конструктивні недоліки був визнаний таким, що бойове застосування його неможливо. Отже його використовували як навчальний корабель для підготовки моряків-підводників.
З 13 по 20 червня 1940 року брав участь у блокаді узбережжя Естонії у Нарвській затоці. У листопаді 1940 року брав участь у груповому поході з П-2 «Звєзда» і П-3 «Іскра» в Балтійському морі із заходом в Таллінн, Ригу, Лібаву.
На початок війни човен перебував у складі окремого навчального дивізіону підводних човнів в Оранієнбаумі.
9 вересня 1941 року човен вийшов із Кронштадта з вантажем продовольства (154 ящики консервів), медикаментів (1,9 тонн), боєприпасів (по 100 од. 130-мм, 100-мм, 76-мм і 45-мм снарядів) для постачання обложених радянських військ на ВМБ Ханко. Після проходження острову Гогланд ПЧ «Правда» на зв'язок не виходив і в пункт призначення не прибув. Вважається, що радянський човен загинув на німецьких мінних загородженнях «Юмінда» або «Корбет».
Влітку 2008 року човен виявлено на дні Балтики під час обстеження дна для забезпечення прокладання газопроводу «Північний потік», у травні 2012 року оглянуто російськими дайверами експедиції «Уклін кораблям Великої Перемоги». Встановлено причину загибелі — підрив на міні. На човні встановлено пам'ятну табличку і покладено вінки, «Правда» визнана братською могилою.